# Боалцо - Зоци (Сондрио)
Боалцо - Зоци је насеље у Италији у округу Сондрио, региону Ломбардија.
Према процени из 2011. у насељу је живело 84 становника. Насеље се налази на надморској висини од 391 м.